# Bouhlou
Bouhlou (în arabă بوحلو) este o comună din provincia Tlemcen, Algeria.
Populația comunei este de 6.347 de locuitori (2008).